# AH15
AH15 (Asian Highway 15) hay còn gọi với cái tên đường xuyên Á 15 là một con đường trong Mạng lưới đường cao tốc Châu Á dài 566 km (352 mi) từ Vinh, Việt Nam đến Udon Thani, Thái Lan, nối AH1 đến AH12.

## Trên lãnh thổ Việt Nam
Dựa theo Quốc lộ 8A. Chiều dài 85 km. Từ thị xã Hồng Lĩnh đến Cửa khẩu Cầu Treo.
Trong tương lai, khi  hoàn thành sẽ trở thành tuyến chính của đường AH15, còn Quốc lộ 8A sẽ chỉ được coi là tuyến nhánh phụ của đường này.

## Trên lãnh thổ Lào
- Đường 8: Nam Phao - Vieng Kham
- Đường 13 (Cùng với  AH11): Vieng Kham - Thakhek

## Trên lãnh thổ Thái Lan
- Đường 295: Cầu Hữu nghị Thái-Lào III
- Đường 212: At Samat - Nakhon Phanom
- Đường 22: Nakhon Phanom - Udon Thani